# Sędziszów
Sędziszów è un comune urbano-rurale polacco del distretto di Jędrzejów, nel voivodato della Santacroce.
Ricopre una superficie di 145,71 km² e nel 2004 contava 13 228 abitanti.
iSędziszów inizialmente era una sede storica della nobile famiglia Jastrzębiec. L'origine della cittadina risale al XIII secolo. Fino alla Seconda Guerra Mondiale, Sędziszów tuttavia era un villaggio privato ed i suoi ultimi proprietari erano la famiglia Kamiński. Nel XV secolo, c'era una chiesa in legno di San Pietro e Paolo. La chiesa venne distrutta da un incendio ma nel 1771 fu ricostruita. Nel 1885 Sędziszów, fu dotata di una stazione ferroviaria lungo la linea da Varsavia-Sosnowiec (Negli anni '20 è stata aggiunta una connessione a Cracovia tramite Miechów). Nel 1940, fu occupata dai tedeschi .Durante l'occupazione tedesca, la città fu un centro di resistenza polacco di notevole importanza .